# Mörkrödling
Mörkrödling (Entoloma clypeatum) är en svampart. Mörkrödling ingår i släktet Entoloma och familjen Entolomataceae.  Arten är reproducerande i Sverige.

## Underarter
Arten delas in i följande underarter:
- pallidogriseum
- clypeatum

## Bildgalleri

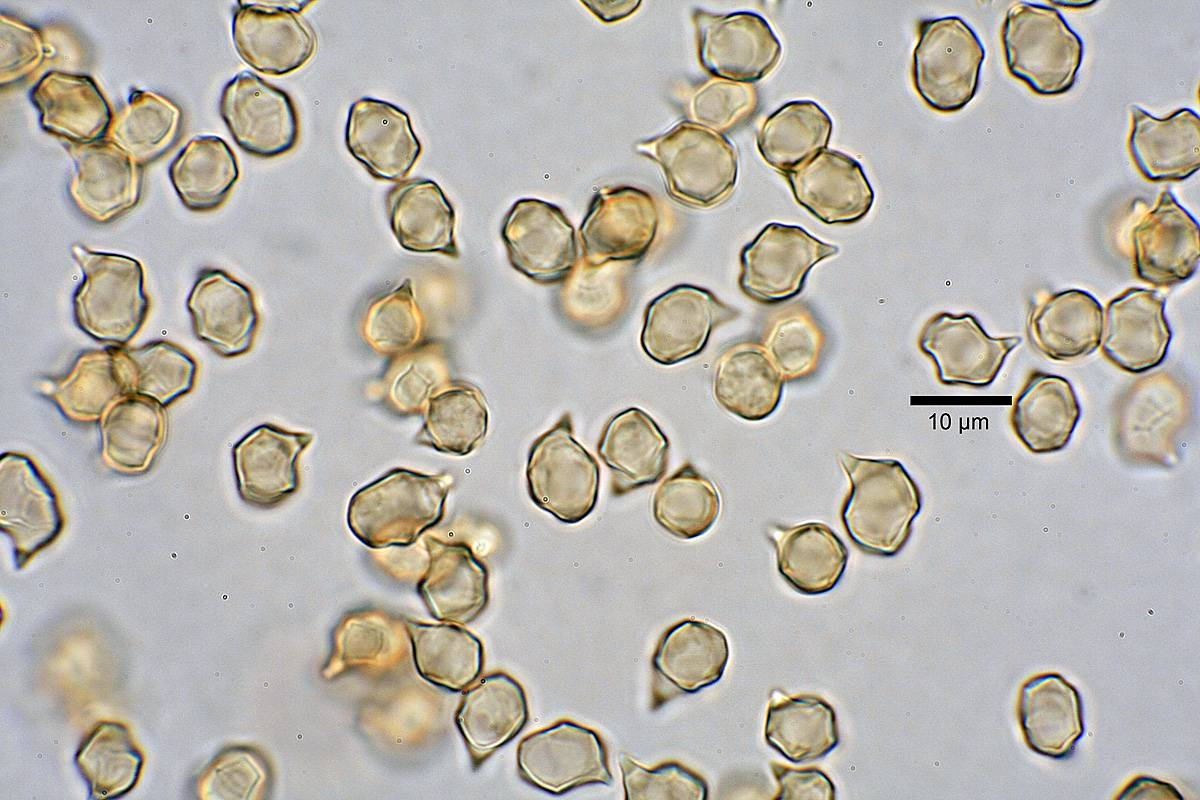
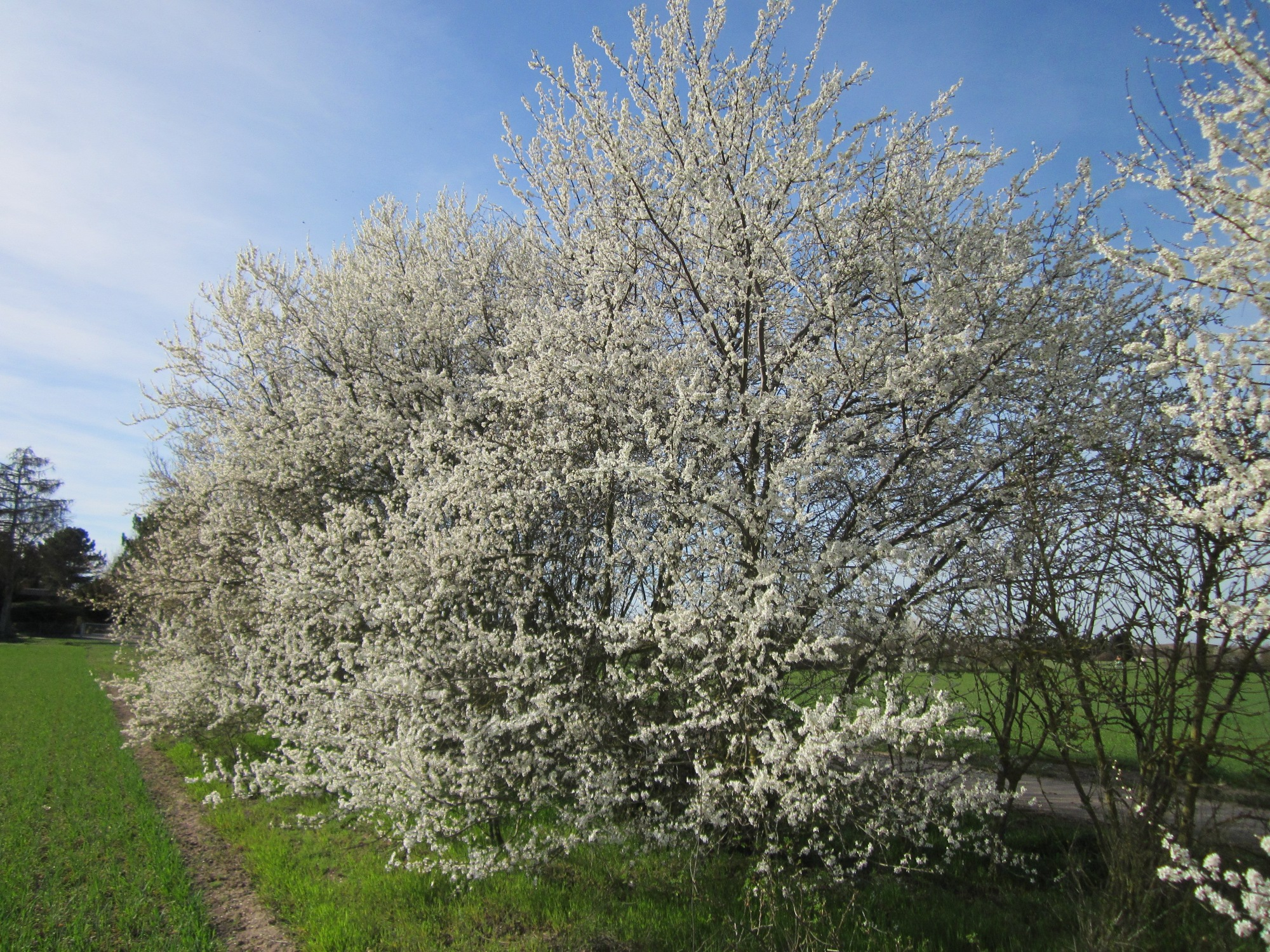
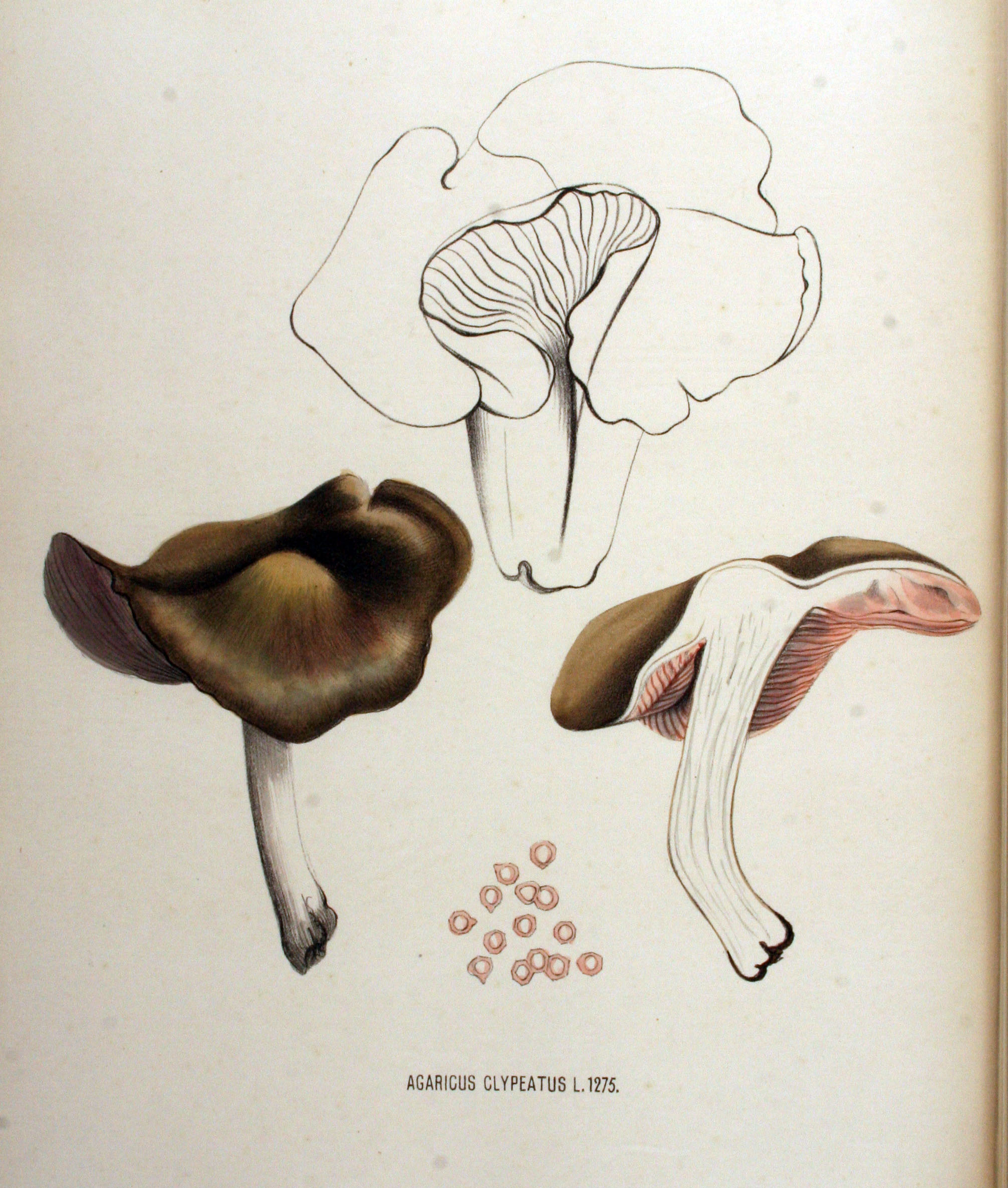
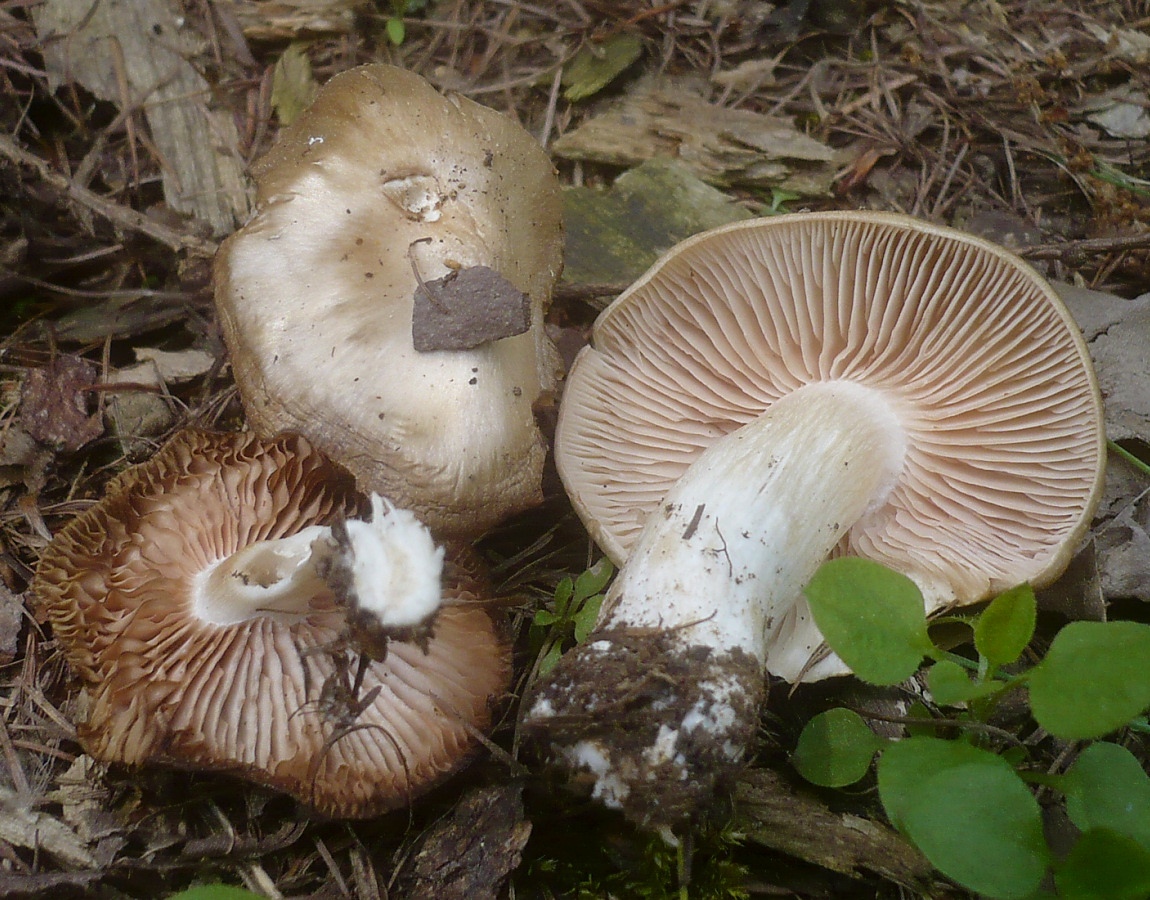
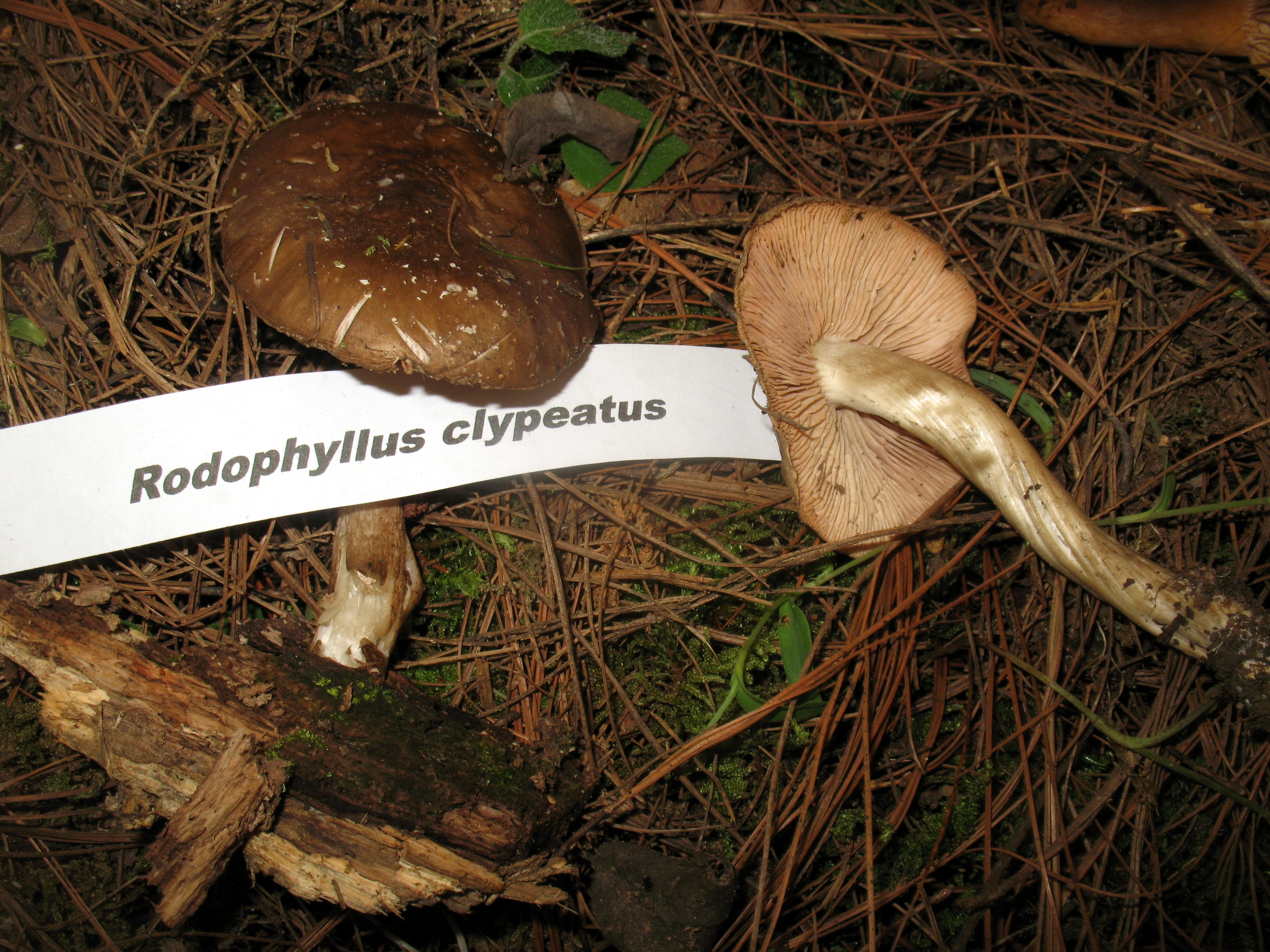
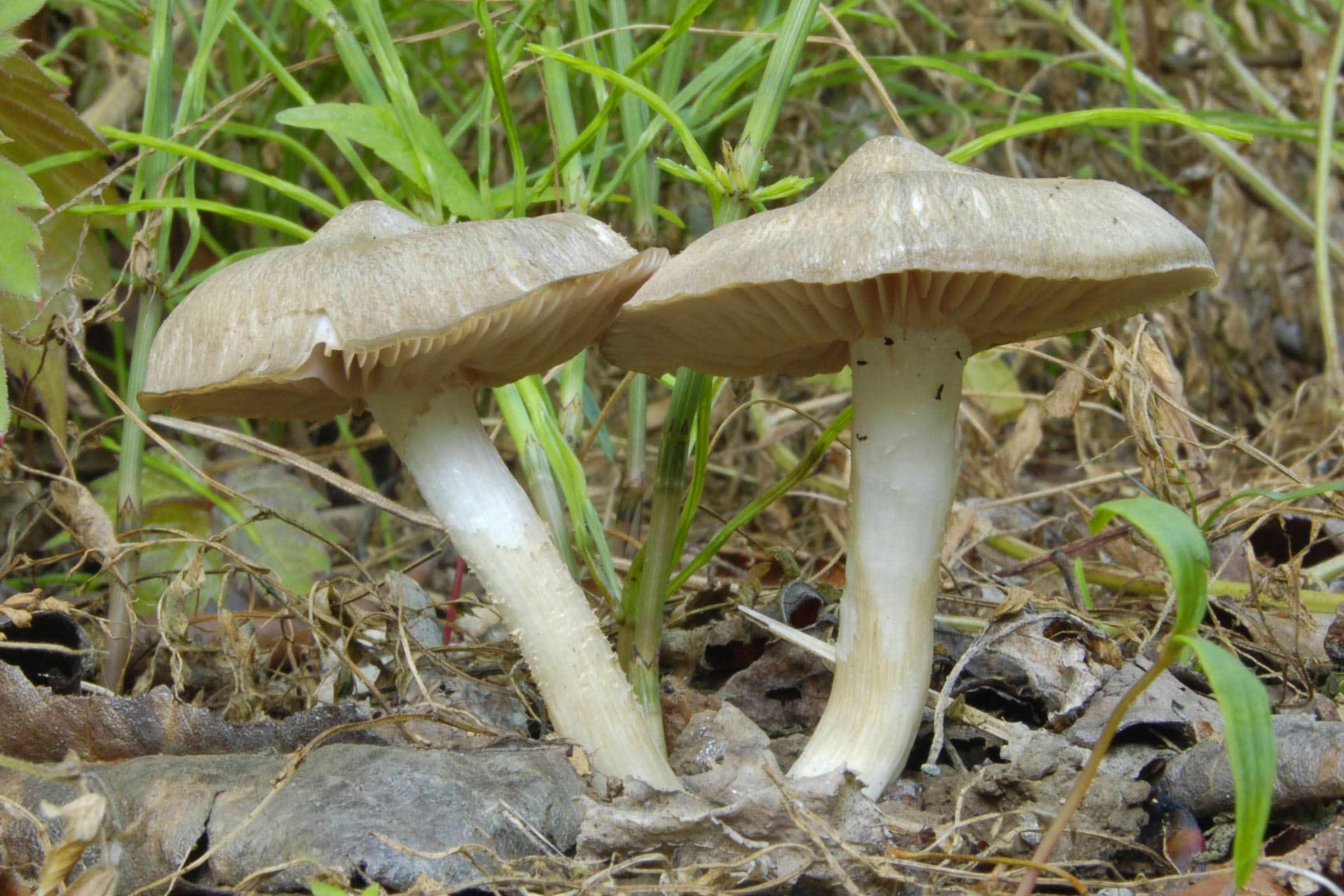
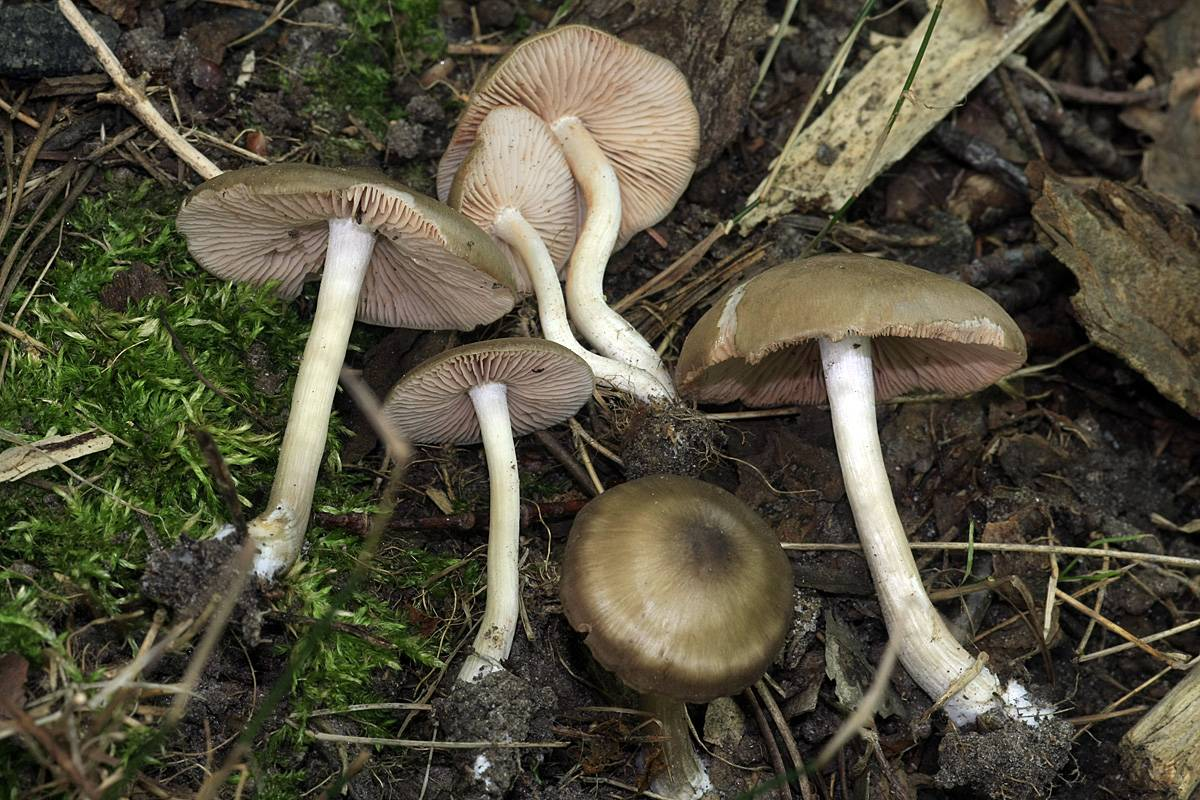
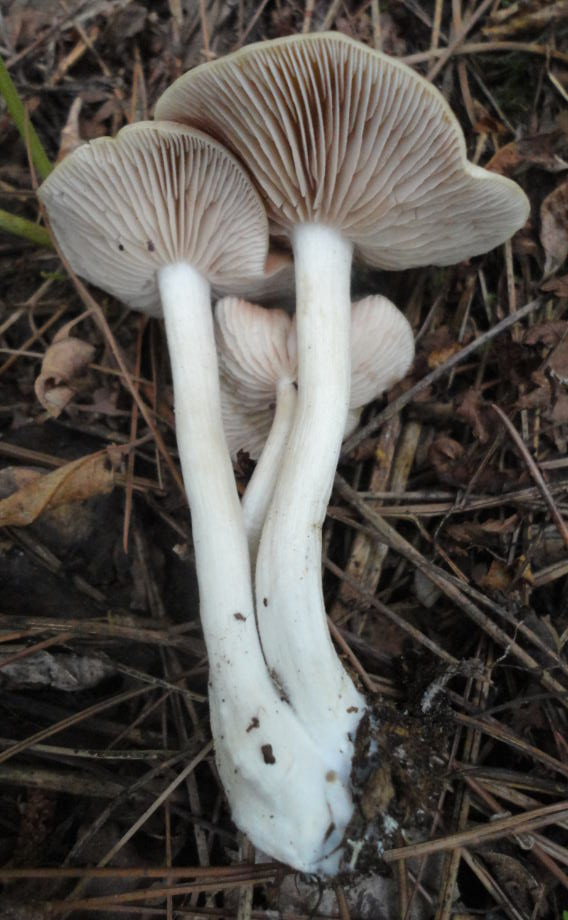
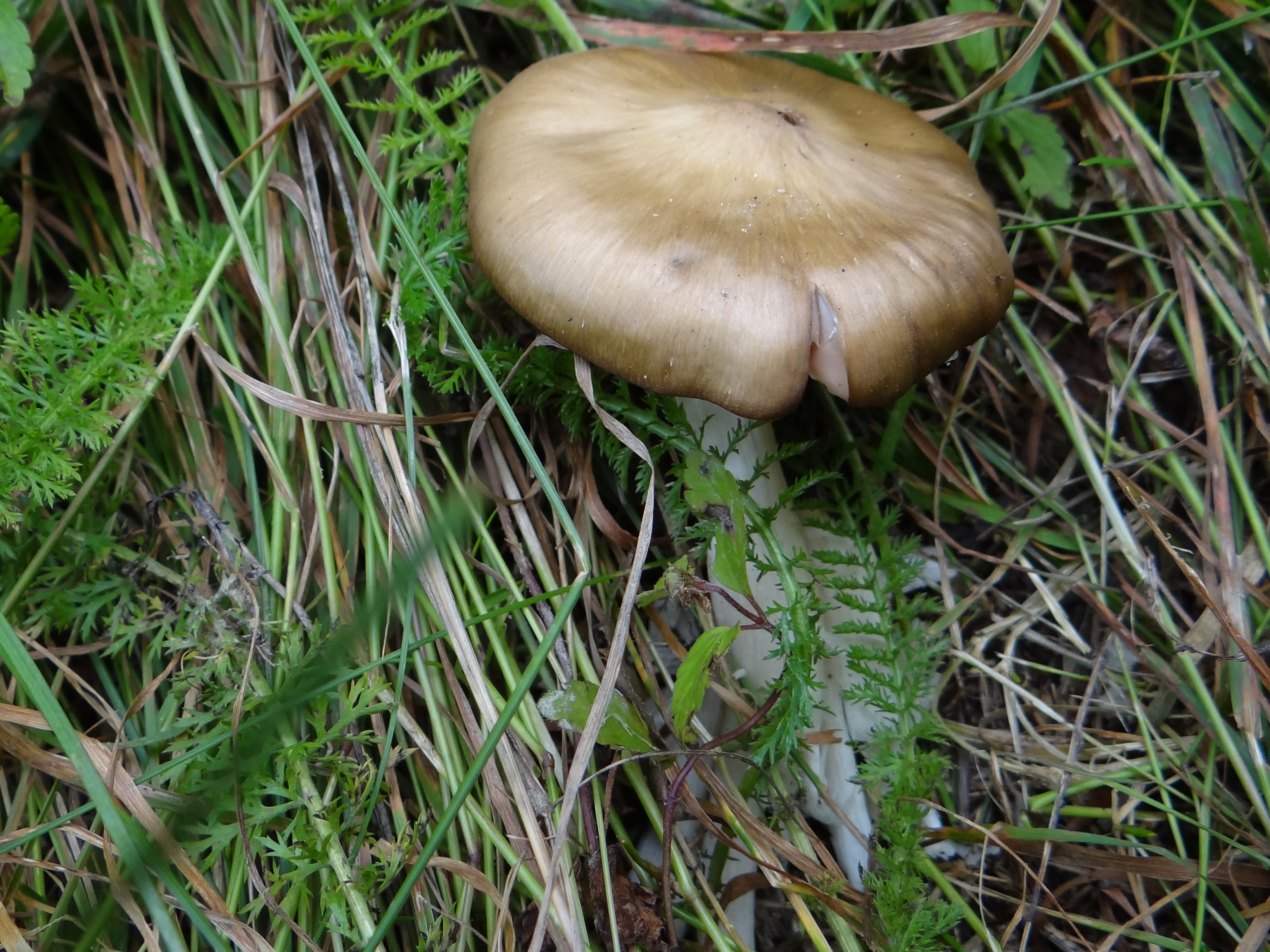
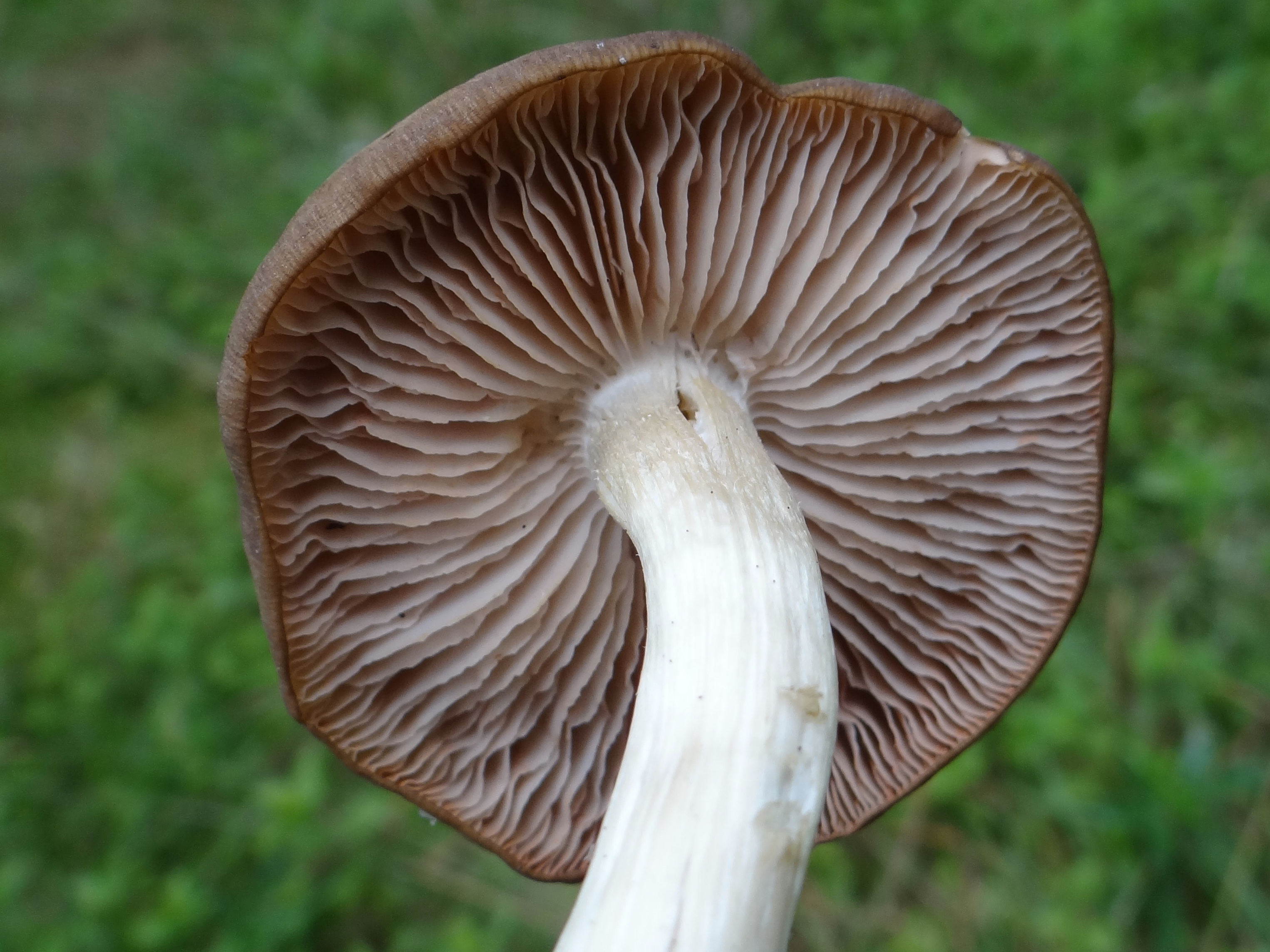
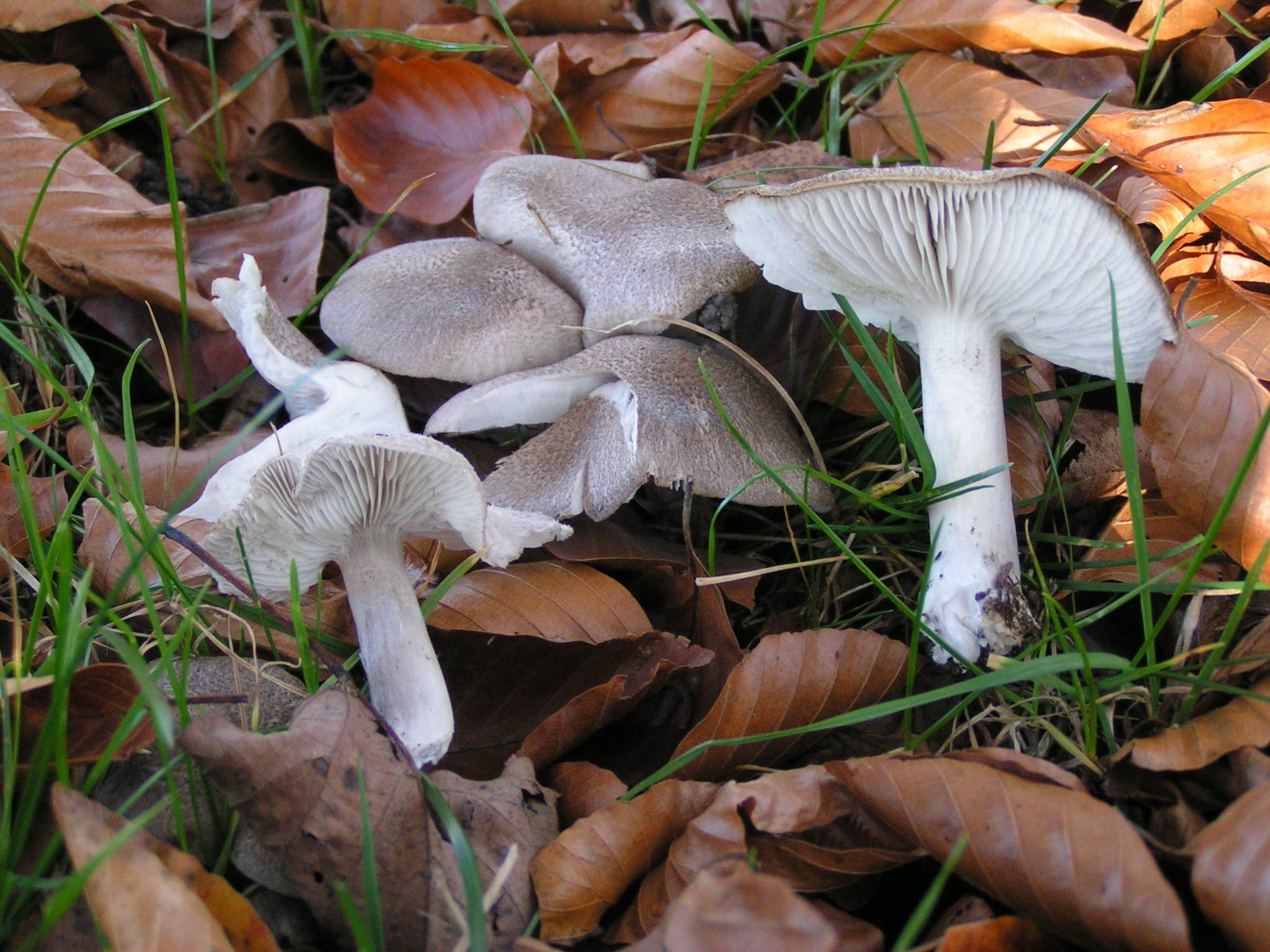